# Primud
Primud signifie littéralement prix international des musiques urbaines et du coupé décalé, décerné annuellement à des professionnels du monde de la musique sur le territoire ivoirien et en Afrique. Le promoteur et l'initiateur du prix international des musiques urbaines et du coupé décalé est Molare, artiste chanteur et entrepreneur ivoirien. Primud est l'une des distinctions musicales la plus réputée en Afrique francophone depuis neuf ans. Depuis son lancement officiel en 2018 sous l'appellation, Prix des musiques urbaines et du coupé-d eécalé (Primud) célèbre les talents ivoiriens et africains qui brillent dans divers genres musicaux.

## Historique
Les Awards du coupé-décalé deviennent désormais le Prix international des musiques urbaines et du coupé-décalé (Primud). Ceci pour associer tous les genres musicaux urbains à cette cérémonie de distinction des meilleurs artistes. Le vainqueur des Awards du coupé-décalé des éditions de 2016 et 2016 est Dj Arafat,,,,.
Le Prix des musiques urbaines et du coupé-décalé (Primud) est lancé officiellement en 2018 sous cette appellation afin de célébrer les talents ivoiriens et africains chaque année. En neuf ans, cette distinction est devenue une plateforme de reconnaissance et de promotion pour les artistes de la musique urbaine, offrant une visibilité et des opportunités aux talents émergents.

## Lauréats
Plusieurs catégories des professionnels de la musique sont récompensés lors des cérémonies de Primud chaque.

### Lauréats 2018
- Serge Beynaud est couronné Primud d'or 2018[7].

- Le prix de meilleur artiste rap revient au jeune groupe Kiff no Beat.

- Le meilleur groupe zouglo est les Leaders.

- La meilleure artiste féminine coupé décalé est l'artiste Vitale.

- Le prix de meilleur artiste masculin du coupe décalé revient Safarel Obiang.

- Le prix de la plus belle voix est décernée à Dino Malachie.

- Le meilleur artiste "Next Generation" (jeune) est Ariel Sheney.

- Le clip Osef de Kiff no Beat est élu meilleur clip de l'année.

- Le meilleur featuring: "Ma chérie coco", Zaga Bambo avec Bebi Philip.

- Le meilleur DJ mix platine est Dj BDK.

- La meilleure danseuse est l'année est poupette.

- Le prix du meilleur chanteur-humoriste revient à Willy Dumbo.

- Maillot jaune (Leaders) est déclaré meilleur  manager.

- Le meilleur arrangeur est Elvis Second.

- Le meilleur directeur de club est DJ Rhod.

- Le prix du meilleur musicien est décerné à King Ediem's (saxophone).

- Le prix du meilleur réalisateur revient à de clip à Kyba.

### Lauréats 2019
- L'artiste-chanteur ivoirien Safarel Obiang remporte à Abidjan lors d'une cérémonie de distinction, le super prix (PRIMUD d'or) de l'édition 2019 du Prix international des musiques urbaines et du coupé-décalé, faisant de lui le meilleur artiste du coupé-décalé ( Musique urbaine en vogue en Côte d'Ivoire)[8].
- Le prix de la révélation Chantre revient à Yannick Timité.
- Le prix de la meilleure révélation humour est décerné à Eunice Zunon.
- La révélation Rap ivoire de cette année est Christo Boss.
- La révélation oupé décalé de cette édition est Ramses.
- La révélation zouglou est Magic Diezel.
- Le meilleur établissement de nuit est Le Code Bar.
- Le meilleur manager d’artiste est Rita (Safarel Obiang).
- Le prix du meilleur musicien Dj platine revient à Mulukuku Dj.
- Le meilleur feat urbain est décerné à Mike Alabi feat Beynaud.
- Kerozen Dj s'adjuge le prix du meilleur clip vidéo.
- Le groupe TNT rapporte le prix du meilleur concept.
- Tenor est sacré meilleur artiste Afrique Centrale (Francophone).
- Sidiki Diabaté est sacré meilleur artiste Afrique de l’Ouest (Francophone).
- Le prix du meilleur artiste Afro-beat est décerné Tour 2 Garde.
- Le prix meilleur artiste femme coupé décalé revient à Bamba Amy Sarah.
- Meilleur humoriste chanteur est Ramatoulaye.

### Lauréats 2020
- L’artiste coupé-décalé, Emile Joël Sofonnou, plus connu sous le nom de Dj Mix Premier est le grand vainqueur de l’édition 2020 du Prix international des musiques urbaines et du coupé-décalé (Primud d’or 2020), succéde ainsi à Safarel Obiang[9],[10].
- Le meilleur bar et club de l'année est Befor Paris.
- La révélation Web humoriste est Thiery (DJ Tik Tok).
- Le meilleur Web humoriste est Ange Fredy.
- Le meilleur manager d’artiste : 200 Kara ( Mix 1er).
- Le meilleur promoteur diaspora est Dao l’argent.
- La révélation feat urbain dédidiée à Paulo feat.
- La révélation variété urbaine revient à Mula.
- La révélation Rap Afro ivoire est décernée à Abome l’éléphant.
- Le prix de la révélation zouglou est décernée à Kamikaze du zouglou.
- Suspect 95 est sacré meilleur réalisateur clip vidéo.
- Le prix meilleur feat urbain revient à beynaud & à Yoro swag.
- Le meilleur artiste Afrique de l’Ouest est Iba One.

### Lauréats 2021
- Kerozen Dj remporte le Primud d'or lors de la sixième édition. En plus de remporter l’or de cette 6e édition, il est également l'élu de la récompense du meilleur clip vidéo avec son titre Elu[11].
- A cette 6ème édition, plusieurs artistes et mécènes remportent des prix spéciaux. Il s’agit notamment de Ramses Tikaya, vainqueur de la catégorie révélation clip vidéo ; King Ediem’s, meilleur musicien. Désigné meilleur promoteur diaspora, Stéphie de Houidi (Angleterre) ; révélation variété urban, Remy Adam ; meilleur danseur, Lyly Olomidé ; meilleur réalisateur clip vidéo, Tiger Cronz ; révélation artiste/groupe zouglou, Zosky.

### Lauréats 2022
- Le rappeur gospel KS Bloom remporte le prix du meilleur chantre de l'année et sacré Primud d’Or 2022[12],[13],[14].

### Lauréats 2023
- Didi B est sacré Primud d’or 2023 à l’occasion de la 8e édition du prix international des musiques urbaines et coupé-décalé[15],[16],[17].
- Roseline Layo a son tour raflé deux prix. Notamment le prix du heat de l’année avec son titre Môgôfariman et celui de la meilleure artiste variété urbaine.
- Dans la catégorie meilleure artiste coupé-décalé, c’est la chanteuse Vitale qui est propulsée au-devant de la scène.
- Manaja confirmé reçoit le prix de l’étoile montante.
- Deux membres de a team Paiya, à savoir Tam Sir et Diba Diallo reçoivent respectivement  les prix du meilleur arrangeur et manager[18].

### Lauréats 2024
- Roseline Layo est couronnée Primud d'Or, elle s'impose comme la reine incontestée de la musique urbaine[19].

- Didi B, le rappeur conserve son titre de meilleur artiste francophone.

- Ayanne, la chanteuse séduit le public et remporte le prix de la meilleure artiste variété.

- Prissy la degameuse est la comédienne qui remporte le prix du meilleur humoriste.

- Dydy Yeman est le roi du coupé-décalé actuellement encore une nouvelle fois récompensé.

- Les Leaders, le groupe zouglou est sacré meilleur groupe zouglou de l'année.

- Tam Sir, le beatmaker crée la surprise en remportant le prix du meilleur hit de l'année avec « le coup du marteau ».

- Himra est le rappeur qui remporte le prix du meilleur artiste rap ivoirien.

- Dre-A  est la jeune rappeuse recomposée étoile montante à suivre de près.

- Dj Manadja confirmé remporte le prix de la New style music.

- Milo, le chantre est récompensé pour son talent.

- Tam Sir et la Team Paiya : Le duo remporte le prix du meilleur feat urbain.

- L'artiste Vitale du coupé-décalé est sacrée meilleure femme des arts.

## Remise de prix Primud d'or
Safarel Obiang, Mix Premier, Kerozen DJ respectivement lauréats du Primud d’Or 2019, 2020 et 2021 reçoivent leurs maisons ce lundi 17 avril 2023, au cours d’une cérémonie à la cité Golden City à Grand-Bassam. D’une valeur de 45 millions chacune, ce sont des villas de 4 pièces avec une cour arrière.